# Élection présidentielle américaine de 2000 en Arkansas
 (août 2024).
L'élection présidentielle américaine de 1972 en Arkansas a lieu le 7 novembre 2000 comme dans les 49 États qui composent les États-Unis ainsi que le district de Columbia. Les électeurs arkansasais choisissent des grands électeurs pour les représenter dans le collège électoral à travers un vote populaire. L'Arkansas dispose en 2000 de 6 grands électeurs. L'État donne l'ensemble de ses grands électeurs au candidat du Parti républicain, le gouverneur du Texas George W. Bush. 
Le candidat vainqueur de ce scrutin dans tout le pays sera également Bush, qui occupera la présidence des États-Unis du 20 janvier 2001 au 20 janvier 2009, ayant été réélu en 2004. 